# Абд ар-Рахман ат-Туджибі
Абд ар-Рахман ібн Мухаммад ібн Хашім ат-Туджибі (*д/н — 989) — державний і військовий діяч Кордовського халіфату, валі (намісник) Сарагоси у 975—989 роках.

## Життєпис
Походив з роду Туджибідів. Син Мухаммад ібн Хашіма, валі Сарагоси. Про дату народження і молоді роки відомостей обмаль. Перша згадка відноситься до 975 року, коли за наказом брата Ях'ї приєднався до війська Темана Галіба ан-Насірі, з яким у битві біля Гормасу завдав тяжкої поразки Гарсії I, графу Кастилії.
Того ж року після смерті брата успадкував посаду валі Сарагоси, на якій був затверджений халіфом аль-Хакамом II.
Смерть халіфа аль-Хакама II у 976 році призвела до боротьби за владу між слов'янською гвардією, військовиками і візирами за вплив при малому халіфі Гішамі II. Цим скористався Абд ар-Рахман ат-Туджибі, що став фактично незалежним. Намагався менше брати участь у військових походах проти християнських держав, дотримуючись з ними загалом мирних відносин.
У 983 році уклав політичний союз з хаджибом аль-Мансуром, що став фактичним правителем халіфату. Втім згодом вимушений був брати участь у походах проти барселонського графства і королівства Леон.
У 989 році вступив у змови проти аль-Мансура з сином останнього Абдаллахом, до якої долучився Абдаллах ібн Абд аль-Азіз аль-Марвані, візиром халіфа, Абд ар-Рахманом ібн Мутарріфом ат-Туджибі, каді Толедо. Втім плани змовників було розкрито. Більшість втекла до Кастилії, а ат-Туджибі не зміг зібрати війська проти швидкого наступу Амра ібн Абдаллаха аль-Аскалая, стриєчного брата аль-Мансура. В результаті Абд ар-Рахмана ібн Мухаммада ат-Туджибі разом з сином аль-Хакамом було схоплено й страчено. Втім вплив Туджибідів у регіонів все ще був значним. Тому аль-Мансур призначив валі Сарагоси небіж страченого — Абд ар-Рамана ібн Ях'ю.